# Петрив, Александр Святославович
Алекса́ндр Святосла́вович Пе́трив (укр. Олександр Святославович Петрів; 5 августа 1974, Львов, Украинская ССР) — украинский стрелок из пистолета, олимпийский чемпион 2008 года в стрельбе из скорострельного пистолета. Заслуженный мастер спорта Украины.

## Биография
Начал заниматься стрельбой в шестом классе, когда в тире недалеко от школы тренер Юрий Пятков делал набор в секцию. Из этого набора в стрелковом спорте остался только Александр. Шесть лет он тренировался у Пяткова, но в 1992 году первый тренер, поехавший к родственникам в Свердловск, попал в автокатастрофу и скончался от полученных травм в возрасте 29 лет.
В настоящее время[какое?] его тренерами являются главный тренер сборной Украины Александр Каминский и мать спортсмена Любомира Петрив.
Окончил Львовский государственный институт физической культуры.
Является военнослужащим, членом Федерации стрельбы Украины, сборной команды Украины и членом национальной олимпийской сборной, имеет звание капитана вооружённых сил Украины и выступает за спортивное общество ЦСК ВСУ.
Кроме стрельбы из пистолета, увлекается велоспортом, плаванием, каждое утро бегает и тренируется на турниках, а также изучает английский язык.

## Спортивные достижения
- В 2005 году стал серебряным призёром Чемпионата Европы (командные соревнования)
- В 2007 — чемпион Европы (командные соревнования)
- В 2008 — олимпийский чемпион по пулевой стрельбе из скоростном пистолете на расстоянии 25 м, установил олимпийский рекорд (общая сумма баллов — 780,2)[2]

## Награды
- Орден «За заслуги» III степени (4 сентября 2008 года) — за достижение высоких спортивных результатов на XXIX летних Олимпийских играх в Пекине (Китай), проявленные мужество, самоотверженность и волю к победе, повышение международного авторитета Украины[3]
- Юбилейная медаль «20 лет независимости Украины» (19 августа 2011 года)[4]